# Caroline Smith
Caroline Smith (Cairo (Illinois), Estados Unidos, 21 de julio de 1906-Las Vegas, 10 de noviembre de 1994) fue una clavadista o saltadora de trampolín estadounidense especializada en plataforma de 10 metros, donde consiguió ser campeona olímpica en 1924.

## Carrera deportiva
En los Juegos Olímpicos de 1924 celebrados en París (Francia) ganó la medalla de oro en los saltos desde la plataforma de 10 metros, con una puntuación de 33 puntos, por delante de su paisana estadounidense Elizabeth Becker-Pinkston y la sueca Hjördis Töpel.